# Protaphorura caerulea
Protaphorura caerulea is een springstaartensoort uit de familie van de Onychiuridae. De wetenschappelijke naam van de soort is voor het eerst geldig gepubliceerd in 1901 door Börner.